# Richard Dean Anderson
Richard Dean Anderson (* 23. ledna 1950 Minneapolis, Minnesota) je americký herec, který začal svou hereckou kariéru v mýdlových operách. Působil v mýdlové opeře General Hospital jako doktor Jeff Webber (1976–1981), slavným se stal díky seriálu MacGyver (1985–1992), v němž ztvárnil titulní postavu. Později se také objevil například v televizních filmech jako Očima vraha (1992), Pandořina skříňka (1996) a Hořící peklo (1997). Další významnou rolí byl Jack O'Neill v seriálu Hvězdná brána (1997–2007).
Objevil se také v animovaném seriálu Simpsonovi (sezona 17, epizoda 17), kde svoji postavu sám daboval (podobně jako jiní slavní účinkující).
V roce 1997 nadaboval v počítačové hře Fallout postavu Killiana.

## MacGyver
V seriálu MacGyver, který se vysílal mezi lety 1985–1992, hrál titulní postavu agenta Anguse MacGyvera, který byl známý tím, že místo obyčejných střelných zbraní používal armádní švýcarský nůž. V roce 1994 se rovněž podílel na produkci dvou navazujících televizních filmů.

## Hvězdná brána

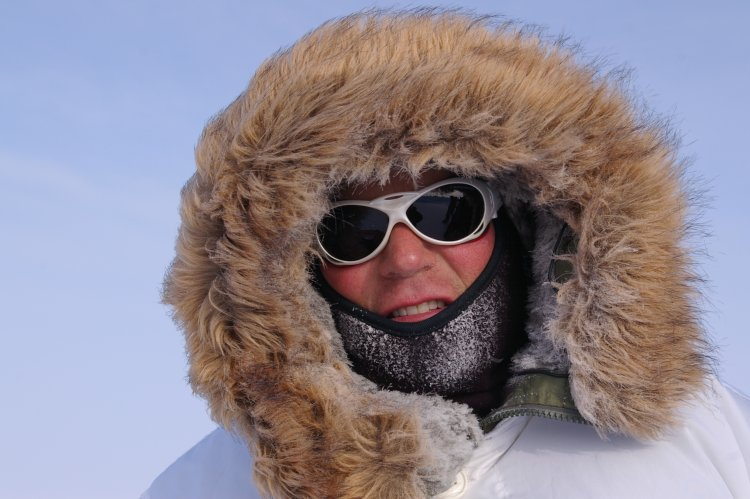
Richard Dean Anderson při natáčení filmu Hvězdná brána: Návrat

V letech 1997–2005 hrál v seriálu Hvězdná brána, založeném na celovečerním snímku filmu Hvězdná brána z roku 1994, plukovníka Jacka O'Neilla (ve filmu tuto postavu ztvárnil Kurt Russell). Od osmé řady zvolil méně časté účinkování ve seriálu, aby se mohl více věnovat své dceři Wylie Quinn Annarose, kterou má se svou bývalou partnerkou Apryl Prose. V deváté sezóně byla jeho role postupně přesunuta do pozadí a nadále v seriálu působil už jen jako hostující herec (v 10. řadě se objevil ve dvou epizodách, zahrál si i ve třech dílech sesterského seriálu Hvězdná brána: Atlantida). Po ukončení seriálu v roce 2007 se o rok později vrátil s postavou O'Neilla ve filmu Hvězdná brána: Návrat. Jako host se ještě v roce 2009 objevil v několika epizodách seriálu Hvězdná brána: Hluboký vesmír.